# Калапетровци
Калапетровци (на македонска литературна норма: Калапетровци) е село в Община Щип, Северна Македония.

## География
Калапетровци е селце разположено на 10 километра югоизточно от град Щип, в планината Плачковица.

## История
В XIX век Калапетровци е едно от немногото изцяло български села в Щипска кааза на Османската империя. Според статистиката на Васил Кънчов („Македония. Етнография и статистика“) от 1900 година Калопетровци има 90 жители, всички българи християни.
Населението на селото е под върховенството на Българската екзархия. В статистиката на секретаря на екзархията Димитър Мишев от 1905 година („La Macédoine et sa Population Chrétienne“) Калапетровци (Kalapetrovtzi) е посочено като село със 112 жители българи екзархисти.
След Междусъюзническата война селото остава в Сърбия.
Според Димитър Гаджанов в 1916 година в Калопетровци живеят 25 турци и 110 българи.